# Earsdon, Northumberland
Earsdon är en ort i civil parish Tritlington and West Chevington, i grevskapet Northumberland i England. Orten är belägen 8 km från Morpeth. Earsdon var en civil parish 1866–1955 när det uppgick i Tritlington. Civil parish hade 35 invånare år 1951.